# Fahd al-Anazi
Fahd Salih al-Anazi, Fahad Saleh Al Enezi  (arab. فهد العنزي, ur. 1 września 1988 roku w Kuwejcie) – kuwejcki piłkarz, reprezentant kraju grający na pozycji pomocnika. Obecnie występuje w klubie Kazma Sporting Club. Został wybrany najlepszym zawodnikiem 6. edycji Pucharu Azji Zachodniej oraz 20. edycji Pucharu Zatoki Perskiej w 2010 roku.